# Prunella cretensis
Prunella cretensis és una espècie d'herbàcia de la família de les lamiàcies endèmica de l'illa de Creta (Grècia). Fou descrita pel botànic francès Michel Gandoger l'any 1915.
És un petit hemicriptòfit rizomatós de tiges reptants, amb pèls adpressos i blancs però poc abundants o rars. Les tiges florals, un poc ascendents, de com a molt 10 cm d'alçada. Les fulles són estretes, lanceolades i pinnatipartides. La inflorescència en forma d'espiga globosa. La flor té una corol·la rosada o blanquinosa que amb prou feines duplica el calze en longitud, i és lleugerament més petita que la de la prunel·la vulgar. El llavi superior és blanquinós amb nervis rosats o directament rosat tot ell, mentre que el llavi inferior és blanc o verd pàl·lid, profundament partit. Els estils sobrepassen la corol·la (exerts). Floreix de maig a l'agost.
Espècie que viu en l'estatge montà de l'illa de Creta, creix en herbassars i garrigues xèriques, sobre sòls argilosos dels 600 a 1600 metres d'altitud.